# Orimarga quadrilobata
Orimarga quadrilobata är en tvåvingeart som beskrevs av Alexander 1932. Orimarga quadrilobata ingår i släktet Orimarga och familjen småharkrankar. Inga underarter finns listade i Catalogue of Life.